# Гугенотський тунель
Гугенотський тунель — платний тунель поблизу Кейптауна, Південна Африка. Продовжує національну дорогу N1 через гори Дю-Тойтсклуф, які відокремлюють Парл від Вустера, забезпечуючи безпечніший, швидший (від 15 до 26 хвилин) і коротший (на 11 хвилин) маршрут. км), ніж старий перевал Дю Тойтсклуф , що проходить через гору.

## Історія

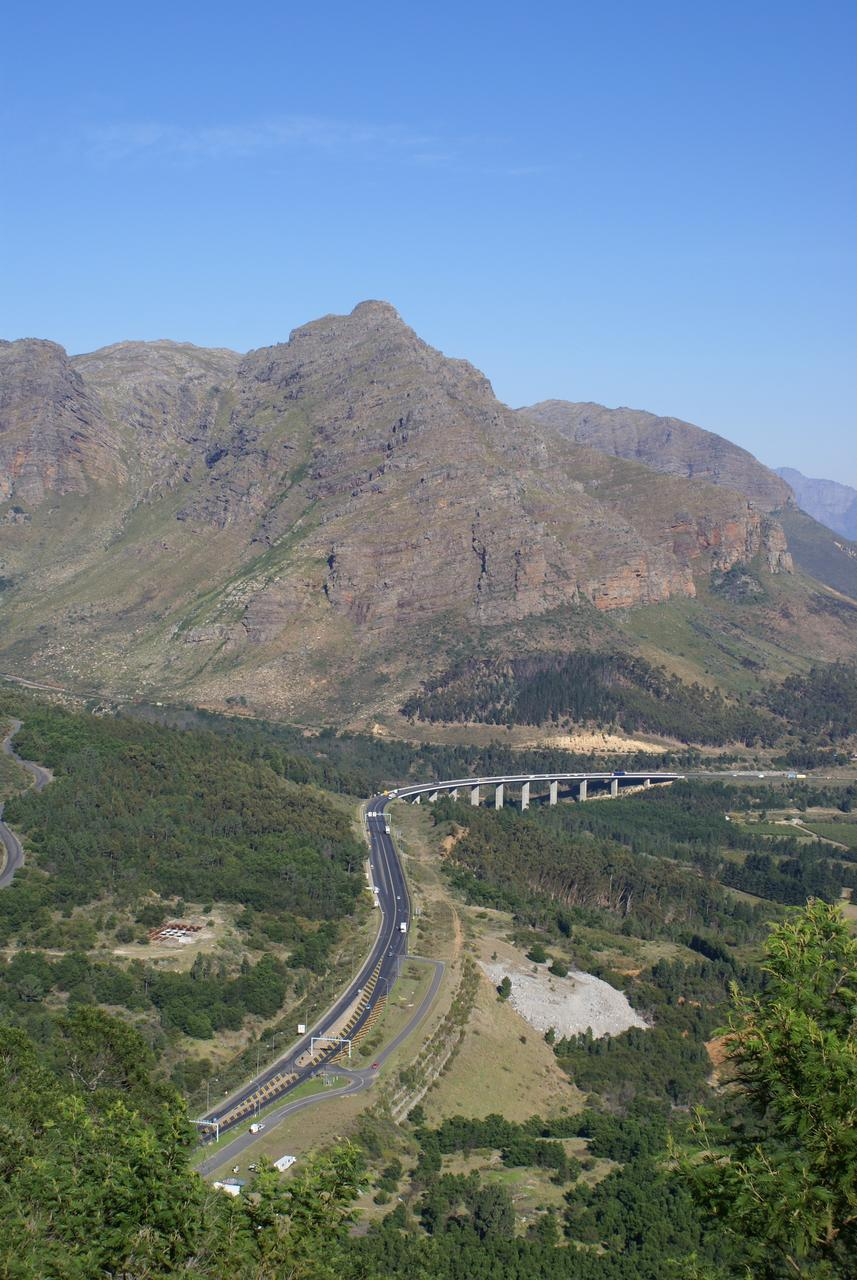
Вид на нову дорогу в тунель Гугенот

Ідея тунелю через гори Дю-Тойтсклуф була задумана в 1930-х роках, але була призупинена через початок Другої світової війни. Ця ідея розвинулася в перевал через гори, перевал Дю-Тойтсклуф, з використанням праці італійських військовополонених між 1942 і 1945 роками та продовжувала використовувати звичайну працю до його завершення в 1948 році.
Оцінка економічного впливу від 1983 року передбачала, що до 1988 року будівництво тунелю принесе економіці Західного Кейпу 200 мільйонів рандів 

## Оплата
Оплата, оголошена 1 березня 2019 становила (у південноафриканських рандах):
- Легкі транспортні засоби: R44,50
- 2-вісні важкі транспортні засоби: R118
- 3- та 4-вісні важкі транспортні засоби: R185
- 5-вісний і більше вантажний транспорт: R300